# Канівщина (Прилуцький район)
Канівщи́на — село в Україні, у Прилуцькому районі Чернігівської області. Населення становить 501 осіб. Входить до складу Сухополов'янської сільської громади. Село розташоване за 15 км від райцентру й залізничної станції Прилуки.

## Історія
Найдавніше знаходження на мапах — 1826-1840 роки.
У 1862 році в селі володарському Канівщина була церква та 246 дворів, де жило 1181 особа.
У 1911 році в селі Канівщина була Покровська церква, земська та церковно-парафійна школи, жило 1010 осіб.
До 2019 року орган місцевого самоврядування — Канівщинська сільська рада, якій були підпорядковані села Кроти і Сухоставець. 

## Населення

### Мова
Розподіл населення за рідною мовою за даними перепису 2001 року:
| Мова            | Кількість | Відсоток |
| --------------- | --------- | -------- |
| українська      | 488       | 97.41%   |
| російська       | 8         | 1.59%    |
| білоруська      | 1         | 0.20%    |
| румунська       | 1         | 0.20%    |
| інші/не вказали | 3         | 0.60%    |
| Усього          | 501       | 100%     |

## Видатні земляки
Уродженцями села є:
- Степанюк Григорій Федосійович (1919–1945) — Герой Радянського Союзу[5];
- Степанюк Борислав Павлович (1923—2007) — український поет і перекладач.